# Madinat as-Salam
Madinat as-Salam (arab. مدينة السلام) – miasto w Syrii, w muhafazie Al-Kunajtira. W 2004 roku liczyło 1543 mieszkańców.
Po zniszczeniu i wyludnieniu miasta Al-Kunajtira, pełni de facto funkcję stolicy mufahazy Al-Kunajtira.
Miasto znajduje się pod kontrolą Izraela od grudnia 2024 roku.